# Dušan Jovančić
Dušan Jovančić (in serbo Душан Јованчић?; Belgrado, 19 ottobre 1990) è un calciatore serbo, centrocampista del Čukarički.

## Caratteristiche tecniche
È un mediano.

## Carriera
Ha esordito nella prima divisione serba il 9 agosto 2014 con la maglia del Borac Čačak in occasione dell'incontro vinto 2-0 contro il Donji Srem.

## Palmarès

### Club

#### Competizioni nazionali
- Campionato serbo: 2

Stella Rossa: 2018-2019, 2019-2020
- Supercoppa del Kazakistan: 1

Tobyl: 2021, 2022
Astana: 2023
- Campionato kazako: 1

Tobyl: 2021